# 2001年美國
|        | 美國歷史 \| 美國歷史年表                                                                                                   |
| 世紀： | 20世紀美國 \| 21世紀美國 \| 22世紀美國                                                                                     |
| 年代： | 1970年代美國 \| 1980年代美國 \| 1990年代美國 \| 2000年代美國 \| 2010年代美國 \| 2020年代美國 \| 2030年代美國               |
| 年份： | 1997年美國 \| 1998年美國 \| 1999年美國 \| 2000年美國 \| 2001年美國 \| 2002年美國 \| 2003年美國 \| 2004年美國 \| 2005年美國 |
| 紀年： | 美国独立225周年 |

## 聯邦政府

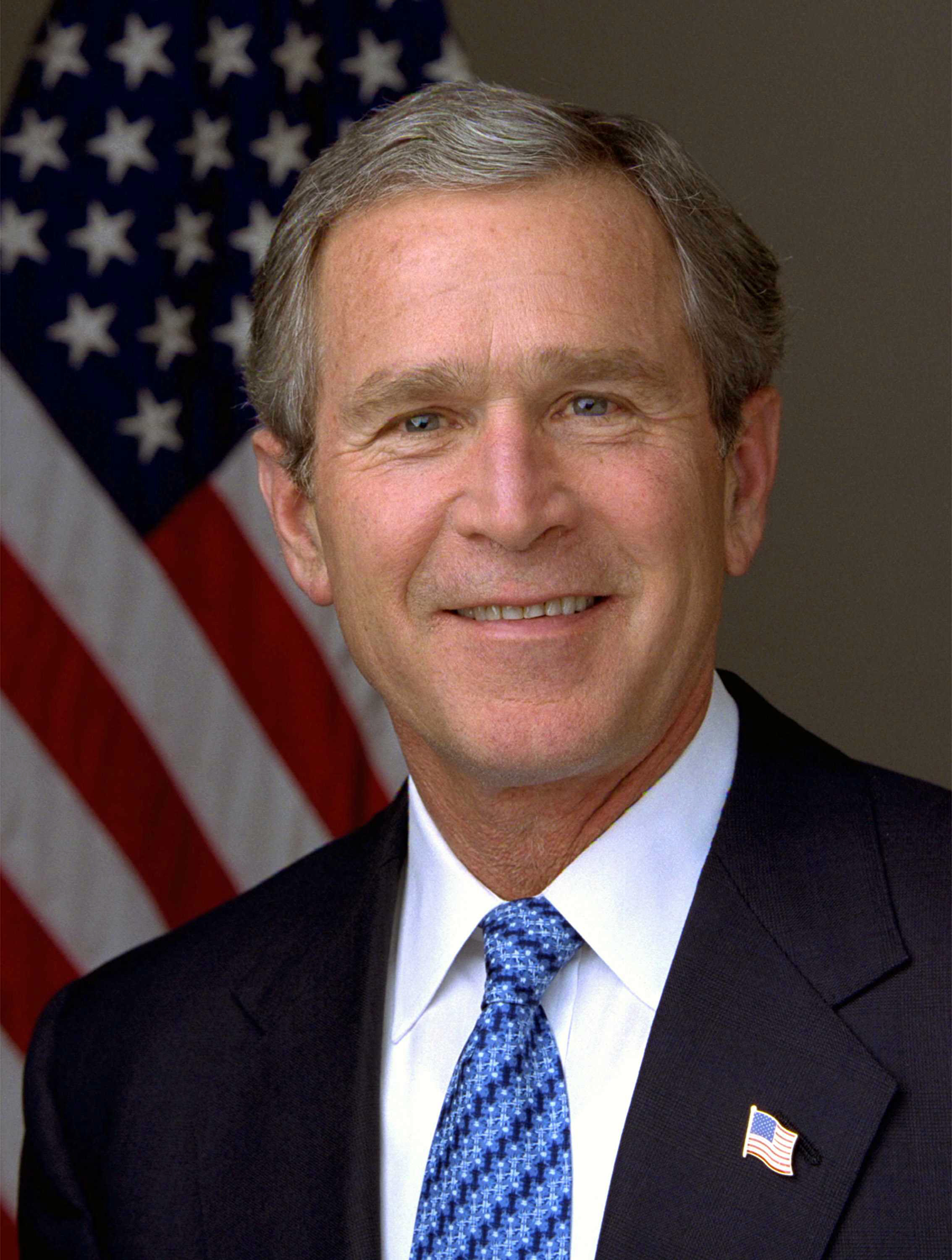
總統：乔治·沃克·布什
副總統：迪克·切尼
參議院議長：迪克·錢尼（副總統兼任）
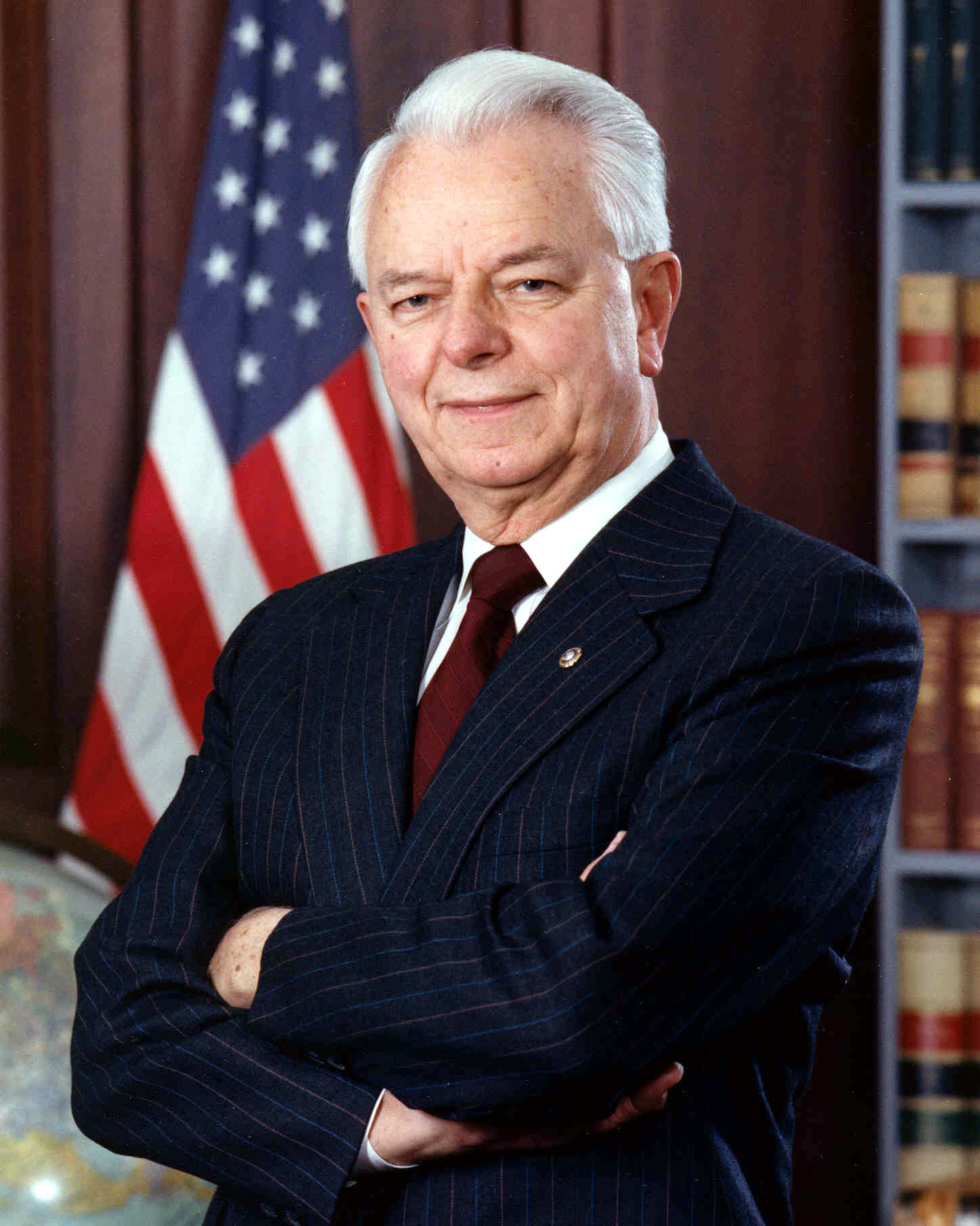
參議院臨時議長：羅伯特·伯德
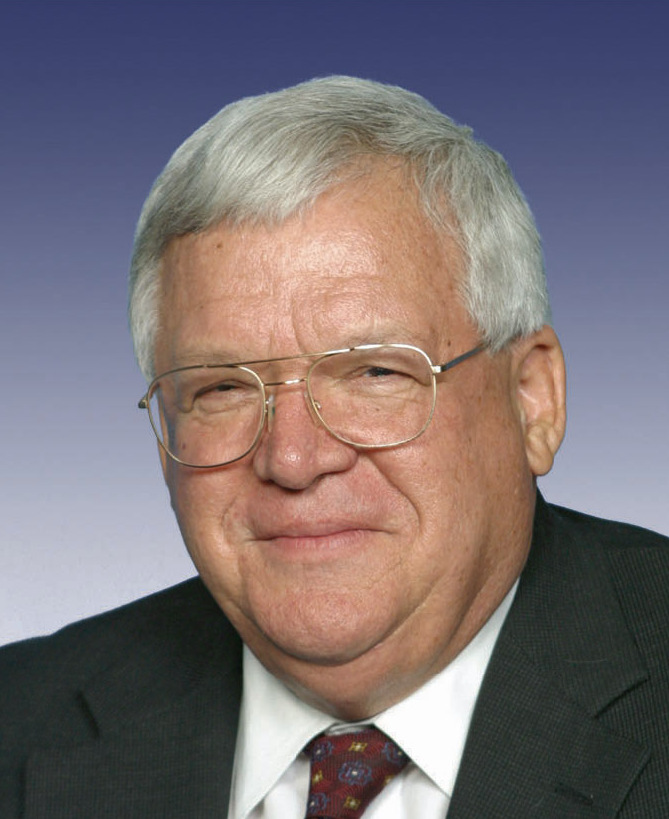
眾議院議長：丹尼斯·哈斯特尔特
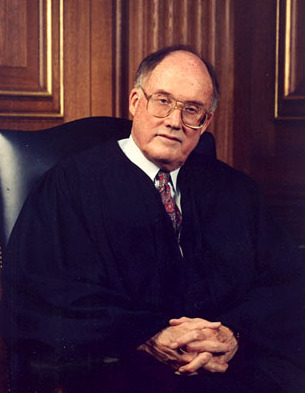
首席大法官：威廉·伦奎斯特

### 成員變動

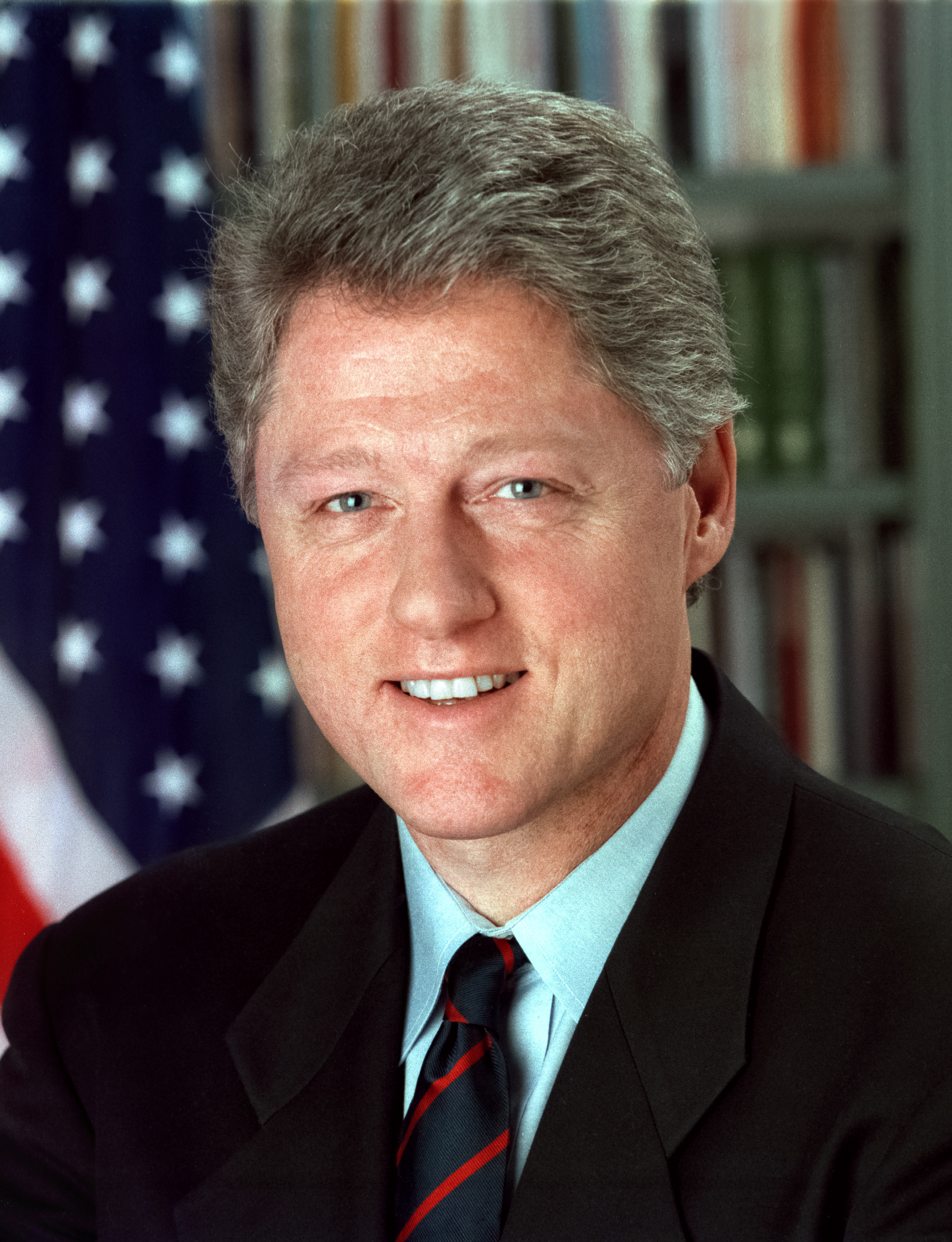
總統：比尔·克林顿（任期屆滿）
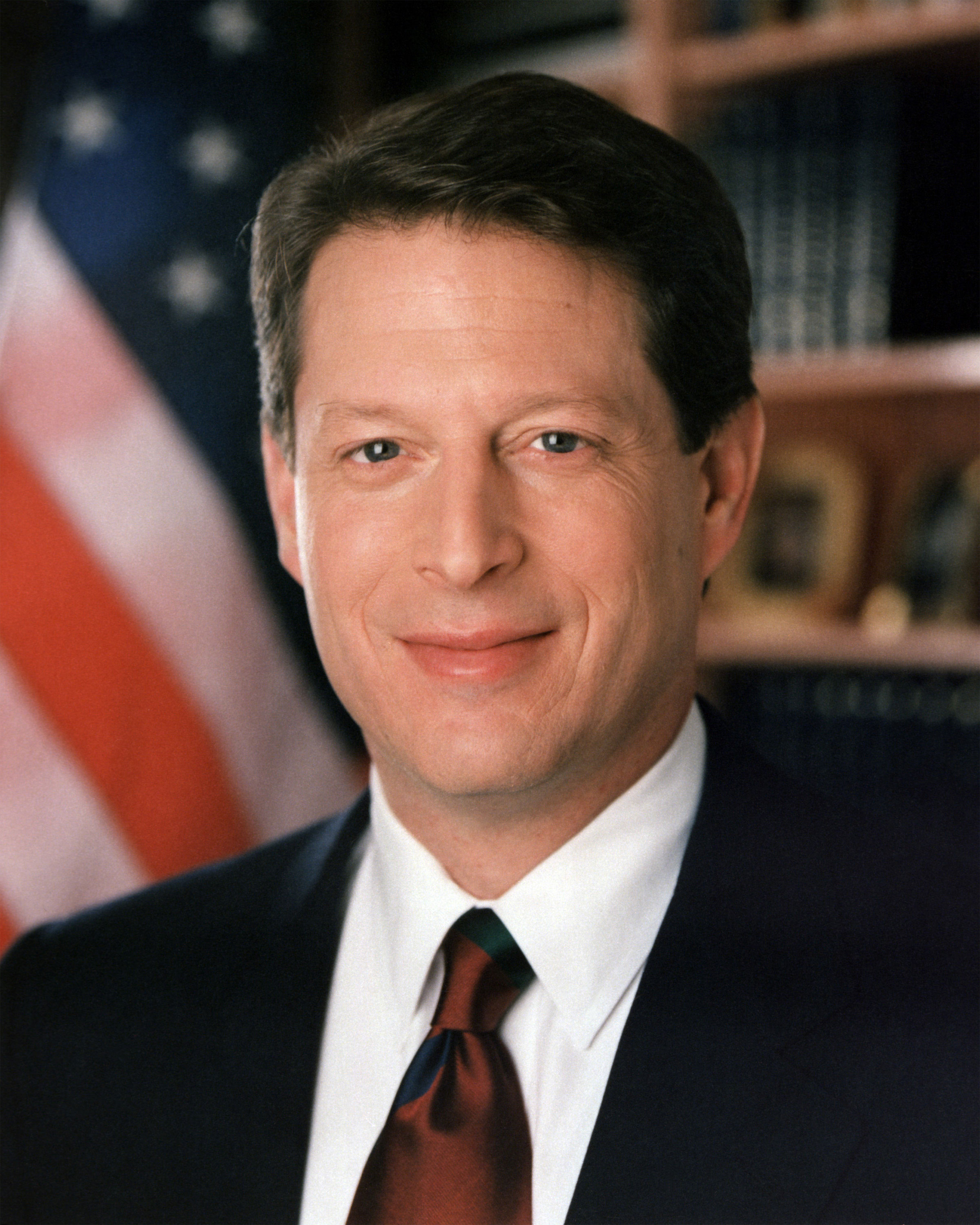
副總統：阿尔·戈尔（任期屆滿）
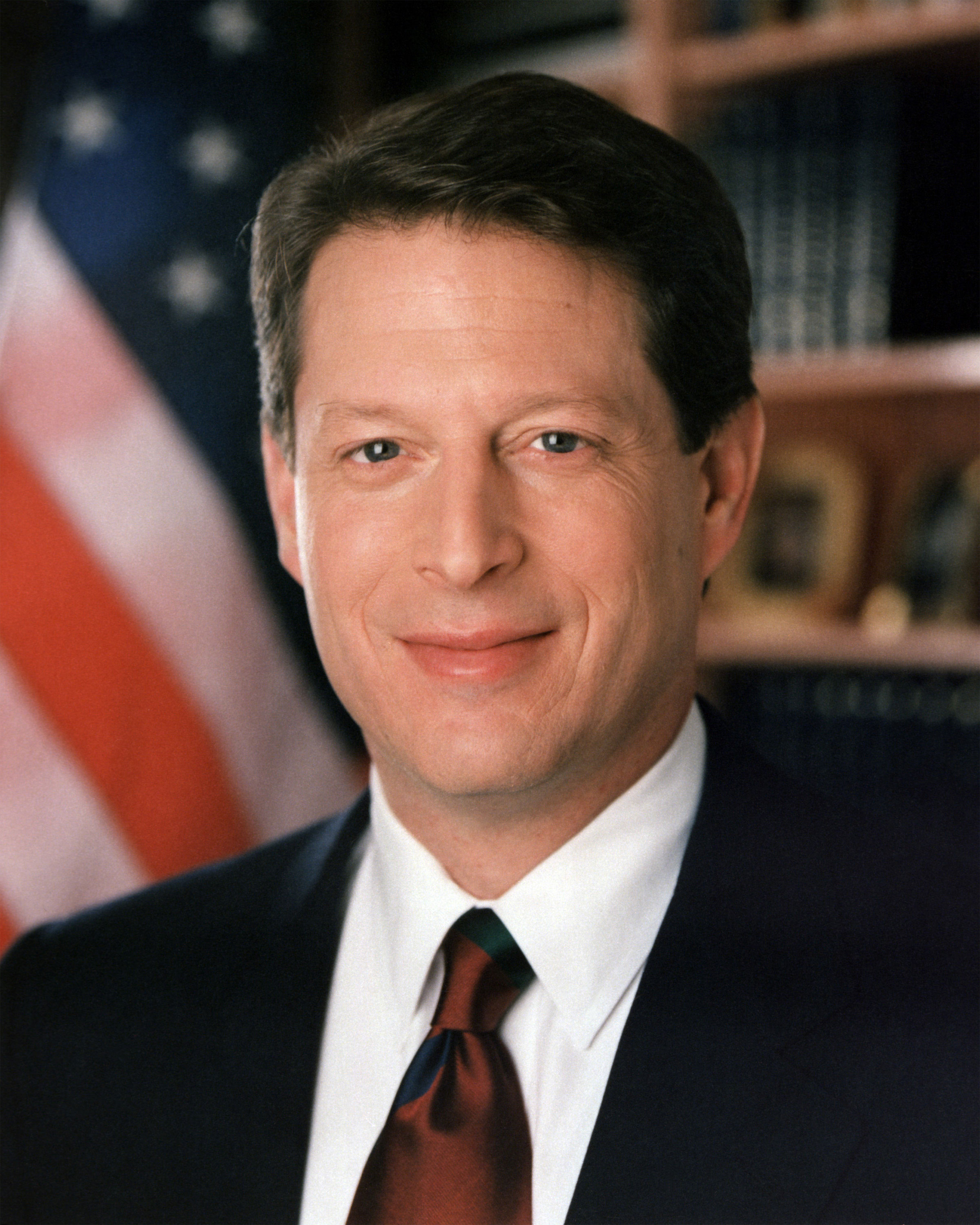
參議院議長：艾爾·高爾（任期屆滿）
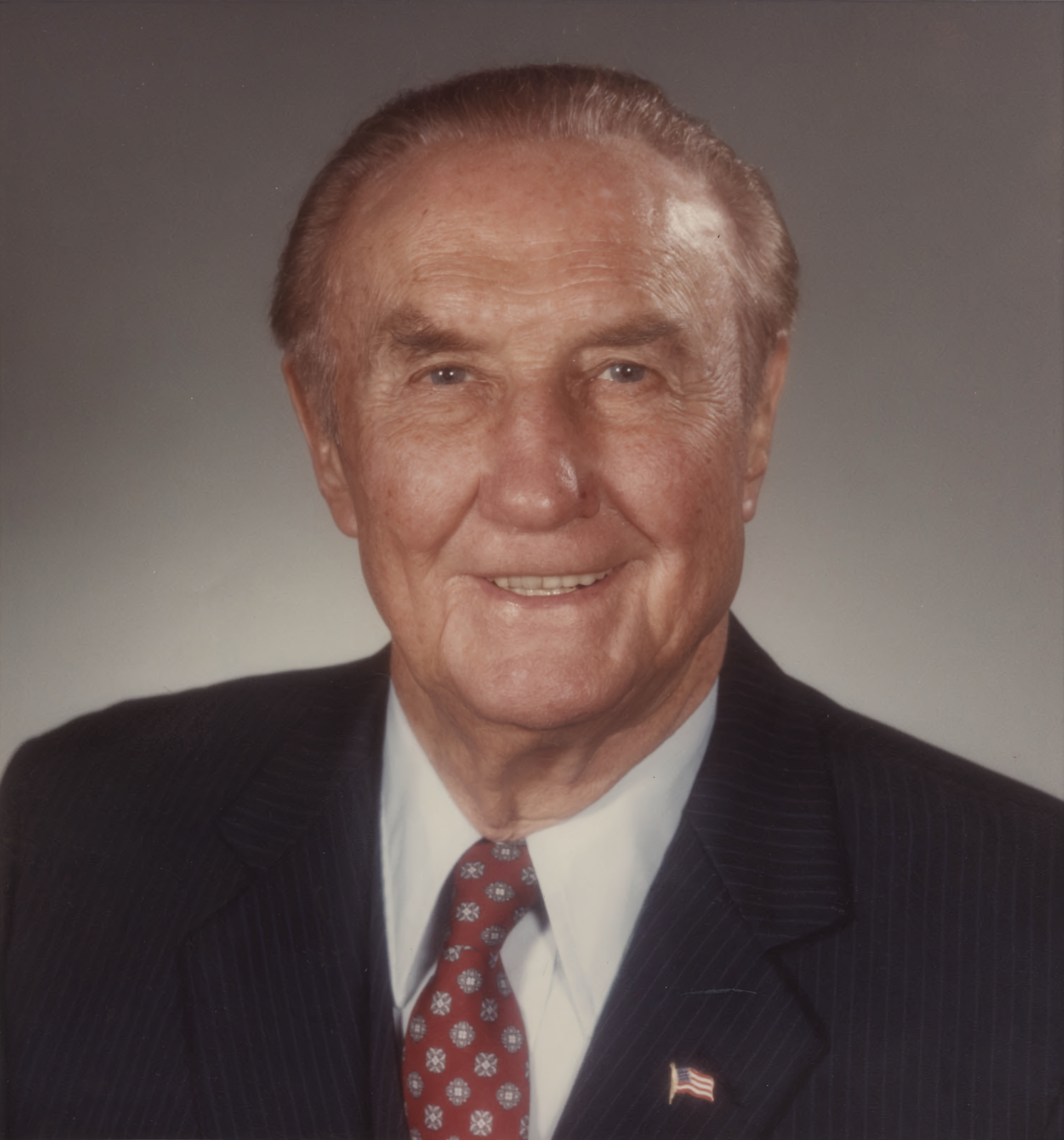
參議院臨時議長：斯特罗姆·瑟蒙德（任期屆滿）
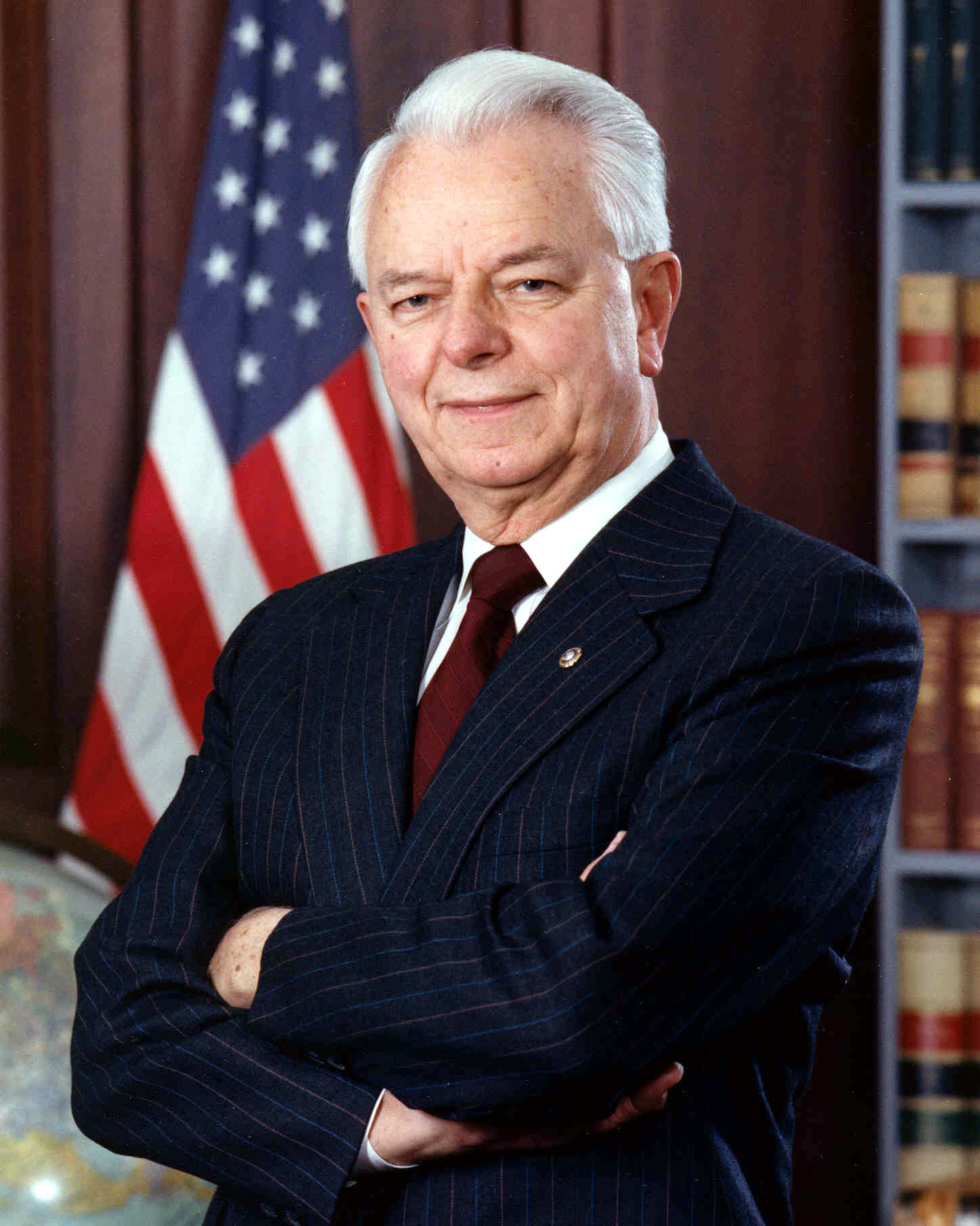
參議院臨時議長：羅伯特·伯德（任期屆滿）
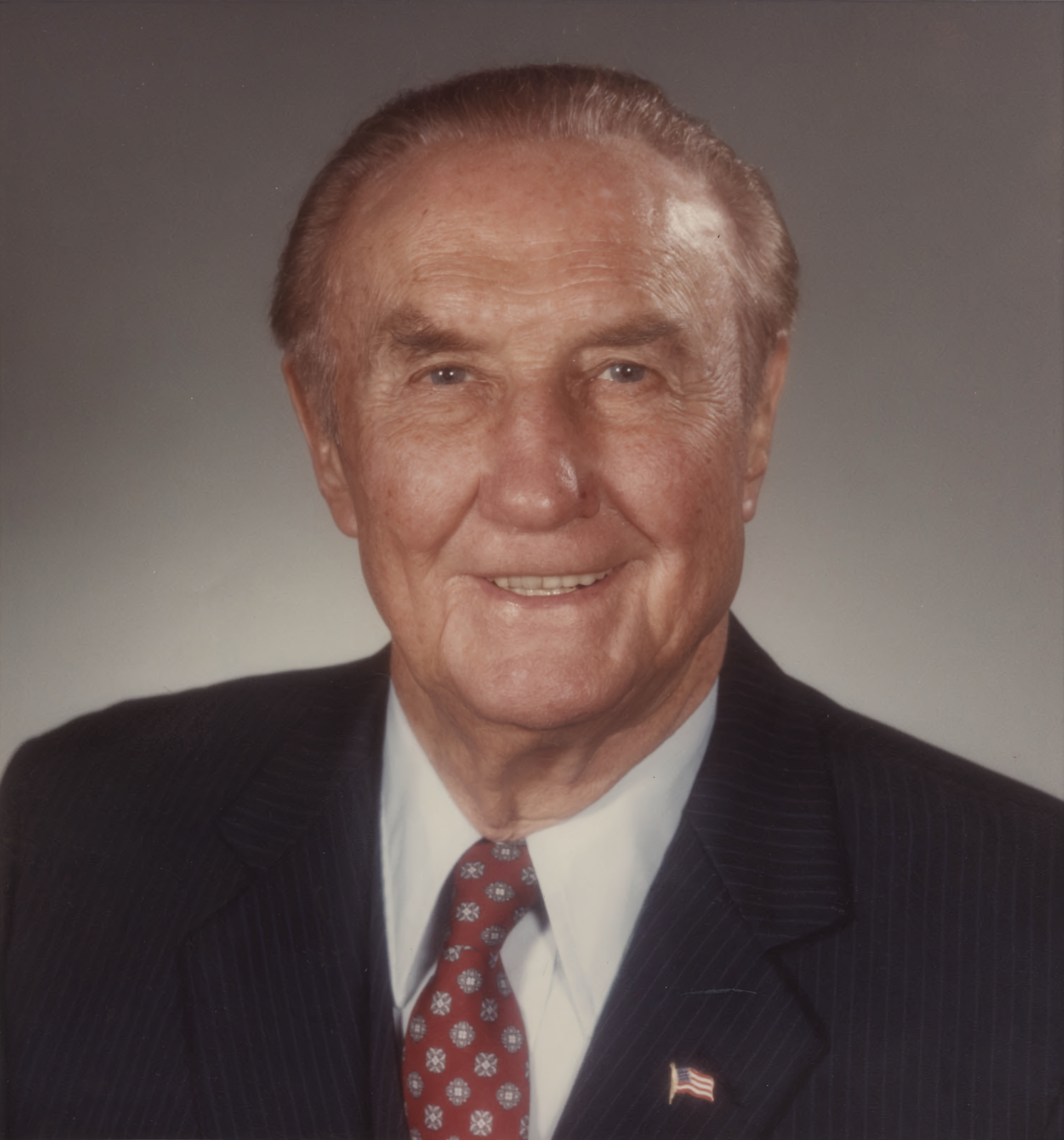
參議院臨時議長：史壯·瑟蒙（任期屆滿）

## 大事記

### 1月
- 1月20日——喬治·沃克·布希就任美国總統。

### 4月
- 4月1日——中美撞机事件：一架美軍EP-3偵察機，與一架中國殲-8發生碰撞，中國戰機墜毀，機師王偉下落不明，而美國的軍機則迫降海南島陵水機場。
- 4月28日——第一位太空遊客：來自美國加州的商人丹尼斯·蒂托，乘坐俄 「聯盟TM-32」載人飛船前往國際空間站。

### 9月
- 9月11日——九一一事件：恐怖份子劫持波音767和波音757-200等四架飛機撞入美國世界貿易中心及五角大廈，造成近3000人死亡。
- 9月25日——日本首相小泉純一郎與美國總統布殊會晤，表示在反恐戰爭中，日本堅決與美國站在同一陣線。

### 11月
- 11月12日——美國航空587號班機在紐約附近墜毀，265人罹難。
- 11月27日——美国宇航员通过哈勃太空望远镜首次直接探测到太阳系以外的一个拥有大气的行星。

### 12月
- 12月27日——美国正式宣布给予中国永久正常贸易关系地位。